# Rondeletia peduncularis
Rondeletia peduncularis är en måreväxtart som beskrevs av Achille Richard. Rondeletia peduncularis ingår i släktet Rondeletia och familjen måreväxter. Inga underarter finns listade i Catalogue of Life.